# Thyrsopteris elegans
Thyrsopteris elegans Kunze è una pianta appartenente all'ordine Cyatheales. È l'unica specie nota del genere Thyrsopteris Kunze e della famiglia Thyrsopteridaceae C.Presl.

## Descrizione
T. elegans è una felce arborea robusta che ha un tronco spesso e corto alto circa 2 m e grandi foglie lucide di colore verde chiaro con cui può raggiungere un'altezza complessiva di 4,5 m. Le sue fronde fertili hanno un aspetto peculiare, essendo composte da una moltitudine di sori sferici in praticamente senza superficie fogliare. I grappoli di spore sono occasionalmente chiamate "semi" a causa delle loro dimensioni insolitamente grandi.

## Distribuzione e habitat
T. elegans è endemica delle Isole Juan Fernández, in Cile. Si trova come pianta del sottobosco e nelle radure nella foresta montana superiore fino a 1000 m di altitudine.